# Hertog van Zhou
De hertog van Zhou was de zoon van koning Wen van Zhou en broer van koning Wu die de Chinese Westelijke Zhou-dynastie stichtte. Koning Wu wees de hertog van Zhou als regent aan voor zijn minderjarige zoon, koning Cheng, die in 1043 v.Chr. de troon besteeg. Dit leidde tot wrevel bij andere broers van koning Wu, Guan Shu en Cai Shu. Deze gingen samen met Wu Geng, een telg uit de door koning Wu ten val gebrachte Shang-dynastie, en diverse ontevreden stammen en aangrenzende staatjes een coalitie aan om de hertog van Zhou ten val te brengen. 
De hertog van Zhou wist de coalitie niet alleen in drie jaar te verslaan, maar hierbij de invloed van de Zhou-dynastie ook aanzienlijk uit te breiden naar het oosten. De gehele Gele Rivier werd onder invloed van de Zhou-dynastie gebracht, waarbij en passant vijftig vijandige staatjes werden vernietigd. De stad Luoyang werd gesticht om van daaruit de nieuw veroverde gebieden te kunnen controleren. Vanwege deze daden wordt de hertog van Zhou in de geschiedschrijving de verdienste toegewezen de Zhou-dynastie te hebben gered en geconsolideerd. 
Toen koning Cheng volwassen was, droeg de hertog van Zhou al zijn bevoegdheden aan hem over. Deze loyaliteit wordt als emblematisch gezien voor de deugden van de Westelijke Zhou-dynastie.